# Association for Science in Autism Treatment
L'Association for Science in Autism Treatment (ASAT) est une organisation à but non lucratif du domaine de l'autisme. Elle a été fondée en 1998 et est actuellement située à Hoboken, New Jersey,. Les membres de son conseil consultatif comprennent Eric Fombonne et Stephen Barrett, Tristam Smith était l'un des membres du conseil avant sa mort en août 2018.
Un rapport de l'Association for Behavior Analysis International a mentionné le site Web de l'ASAT comme une ressource utile pour les parents d'enfants autistes, ainsi que le site Web de l'Université du Nord du Texas et celui du Système de santé de l'Université du Michigan,,.

## Mises en garde
L'ASAT a mis en garde contre la chélation comme traitement de l'autisme, notant que deux enfants sont morts à la suite de cette thérapie, et concluant qu'il n'y a pas assez de preuves scientifiques disponibles pour défendre un rôle pour la chélation des métaux lourds dans le traitement de l'autisme, et qu'il y a un potentiel pour des effets secondaires indésirables. Ils prennent un point de vue similaire en ce qui concerne l'utilisation de la sécrétine. Les traitements qu'ils considèrent comme non testés, plutôt que discrédités, comprennent l'homéopathie et la thérapie animale. Des recherches publiées concernant des centaines de traitements d'autisme sont fournies sur le site Web de l'ASAT. 

## Critique
L'ASAT a été critiqué en 1999 par Bernard Rimland, qui a soutenu que l'analyse du comportement appliqué n'est pas aussi efficace que l'ASAT l'affirme et a qualifié sa position sur les traitements de l'autisme de "nonsensical and counterfactual". L'ASAT a répondu en disant que, ces dernières années, l'Autisme Research Review International, où Rimland avait publié son article, avait montré « un modèle cohérent de promotion prématurée et non critique des « progrès » du traitement en l'absence de soutien de recherche crédible », y compris la communication facilitée. Actuellement, l'analyse comportementale appliquée est l'approche qui bénéficie du plus grand nombre de soutiens scientifiques. 